# شاه نجف
شاه نجف، روستایی در دهستان پشتکوه بخش امامزاده حسن شهرستان فلارد در استان چهارمحال و بختیاری ایران است. این روستا، مرکز بخش امامزاده حسن است. مردم این روستا به زبان لری صحبت می کنند.

## جمعیت
بر پایه سرشماری عمومی نفوس و مسکن در سال ۱۳۹۵، جمعیت این روستا برابر با ۱٬۱۱۳ نفر (۳۰۷ خانوار) بوده‌است.